# Agioi Anargyroi-Kamatero
Agioi Anargyroi-Kamatero (Grieks: Άγιοι Ανάργυροι-Καματερό) is sedert 2011 een fusiegemeente (dimos) in de Griekse bestuurlijke regio (periferia) Attica.
De twee deelgemeenten (dimotiki enotita) van de fusiegemeente zijn:
- Agioi Anargyroi (Αγιοι Ανάργυροι)
- Kamatero (Καματερό)